# 오토 딕스
오토 딕스(Otto Dix, 1891년 ∼1969년)은 독일의 화가이다.

## 생애
오토 딕스는 라이프치히 교외의 게라에서 노동자의 아들로 태어났다. 처음 장식화가로서의 교육을 받아 1914년부터 1918년까지 제1차 세계 대전에 종군하였고, 1922년에서 1925년까지 뒤셀도르프 미술 학교에서 수학했다. 그의 초기 회화는 후기 인상파의 흐름에 따라 그 테마는 전쟁 체험에 입각하였다. 1926년 드레스덴 미술학교에서 교직에 종사했으며 이 무렵 다다이즘을 거쳐 신즉물주의의 진영으로 들어간 그의 그림에는 사회의 부정·퇴폐·악덕·암흑 속에서 꿈틀거리는 인간의 비참, 추악을 박진(迫眞)한 묘사력으로 추구하였다.
딕스는 이 착안점과 기법을 발전시켜 마치 종교개혁의 한 가운데서 활약한 독일 르네상스의 거장(巨匠)들과 같이 윤리적 발언을 배경으로 하는 독특한 화풍(畵風)을 세워 나갔고, 그가 '프롤레타리아의 크타라나하'라는 별명이 붙은 것도 이 때문이었다. 나치스 시대가 되어 드레스덴 미술학교의 교직에서 추방당하여 박해와 궁핍을 견디어 내지 않으면 안 되는 처지였지만 전후에는 표현주의에 접근한 종교화와 풍경화의 건전한 작품을 제작하다가, 1969년 보덴 호반의 콘스탄츠에서 사망하였다.

## 참고 문헌
- 이 문서에는 다음커뮤니케이션(현 카카오)에서 GFDL 또는 CC-SA 라이선스로 배포한 글로벌 세계대백과사전의 내용을 기초로 작성된 글이 포함되어 있습니다.